# Љиљана Животић
Љиљана Животић (удато Ребезов) (Београд, 10. март 1923 — Зрењанин 13. март 1999) била је југословенска и српска позоришна глумица.

## Биографија и каријера
Потекла је из глумачке породице, њен отац Душан био је редитељ, глумац и управник позоришта, мајка Олга глумица, а брат Велимир такође глумац.
Први пут се појавила на сцени позоришта као једногодишње дете у улози Есмералде, док је њена мајка тумачила Жервезу у Звонару Богородичине цркве, 1924. године. У позоришту где јој је отац био управник играла је годинама. Њен отац није желео да се она бави глумом и зато ју је уписао у Трговачку академију 1941. године. Међутим, Други светски рат је прекинуо њено школовање, па је она после бомбардовања Београда са мајком и братом отишла у Панчево.
У Дунавском народном позориште у Панчеву почињу њени први професионални глумачки кораци. На наговор тадашњег управника Марка Малетина децембра 1942. године је прошла аудицију и примљена за глумицу. Уз велику подршку редитеља Александра Верешчагина и Јован Путника формирала се у свестрану и комплетну глумицу.
У Светосавској цркви у Београду 1943. године венчала се са сценографом Владимиром Ребезовим, којег је упознала у Дунавском народном позориште у Панчеву. Од 1945. била је члан Српског народног позоришта у Панчеву све до 1958. године, када је прешла у НП „Тоша Јовановић“ у Зрењанину. Пензионисана је 1980. године, али је још неко време наставила да игра.
За улогу Госпође Даџон у Ђаволовом ученику награђена је на Сусретима војвођанских позоришта (1970). Интерну новчану награду је добила два пута: у ДНП за Меланију у Поп Ћири и поп Спири и у панчевачком СНП за Коштану. У зрењанинском театру остварила је своје најбоље улоге. Александар Деспенић је 1992. за ТВ Нови Сад, у циклусу „У служби Талије“, приредио телевизијски портрет „Брачни и уметнички пар Ребезов“.

## Улоге
- Катаринке (Зона Замфирова)[1]
- Савета (Избирачица)
- Собарица (Супруга)
- Елена (Јунак)
- Нинета (Звонар Богородичине цркве)
- Босиљка (Дивљуша)
- Софка (Честитам)
- Маријета (Буцов)
- Хијацинта (Скапенове подвале)
- Светислав (Пут око света)
- Ученица (Мамзел Нитуш)
- Марија (Поноћна драма)
- Служавка (Ивањске ватре)
- Ђурђија (Потера)
- Ружица (Луда Велинка)
- Маријета (Вереница)
- Друга девојка (На бунару)
- Јулија (Меркаде)
- Анкица (Поћерка пука)